# Seemacht
Unter einer Seemacht versteht man einen Staat, der sowohl über eine handlungsfähige Seestreitkraft verfügt als auch über seestrategische Positionen.
Die Geschichte der Seefahrt ist eine Geschichte von Handels- und Politik-Rivalitäten. Schon frühzeitig war die Seefahrt auch ein Mittel machtpolitischer Expansion (Gründung von externen Stützpunkten (zum Beispiel Militärhafen) oder von Kolonien) und leitete die Entdeckung fremder Gestade ein (zum Beispiel Entdeckung Amerikas 1492, Entdeckung Australiens, Entdeckungsgeschichte Afrikas, Entdeckung der Antarktis).
Dies führte zu rivalisierenden Handels- und machtpolitischen Interessen, die auch mittels Piraterie ausgefochten wurden. Bereits im 14. Jahrhundert v. Chr. gab es Piraterie von Einzelpersonen und Staaten, die eine Art von Seekrieg zur persönlichen und/oder staatlichen Bereicherung führten. Zur Abwehr dieser Bedrohungen und zur Durchsetzung Handels- und machtpolitischer Interessen wurden Kriegsschiffe entwickelt und weiterentwickelt. Der Schutz eigener Handelsflotten lag von jeher im Interesse der Seehandel treibenden Staaten; insbesondere dann, wenn dieser Handel ein tragendes Element staatlicher Existenz war. Die Aufgabe des Schutzes eigener Handelsflotten und Durchsetzung staatlicher Interessen führte zum Bau von Kriegsflotten und letztlich zur Bildung von Seemächten.
Die Bedeutung von Seemacht wurde schon in der Antike verstanden. So kennen wir aus griechischen Überlieferungen die um ca. 2000 v. Chr. auf seine Flotte gestützte Seeherrschaft Kretas (siehe Geschichte Kretas). Griechische Quellen beschreiben Kreta als eine Thalassokratie, die existentiell auf den Handel über See angewiesen war.
Die Definition von Seemacht als Teil des heutigen seestrategischen Begriffssystems geht auf die 1890 von Alfred Thayer Mahan in seinem Buch „The Influence of Sea Power upon History“ (deutsch „Der Einfluss der Seemacht auf die Geschichte“) gelegten Grundlagen zurück.

## Definition
Seemacht ist ein Staat, der über eine ausgewogene Flotte und seestrategische Positionen verfügt. Dabei ist Seemacht ein Produkt aus Flotte und seestrategischer Position. Ist in dieser Kalkulation ein Faktor Null, dann ist auch das Produkt Seemacht Null. Seemacht ist die Voraussetzung für jegliche Machtprojektion über See. Die Rangordnung der Seemächte untereinander wird bestimmt durch Qualität, Quantität und Einsatzbereitschaft der Seestreitkräfte. Die stärksten Seemächte können auch Weltmacht sein.

### Flotte
Seemacht setzt ausgewogene Seestreitkräfte voraus. Diese Flotte umfasst alle Kriegsschiffkategorien, unter anderem: Flugzeugträger mit bordgestützten Marinefliegerverbänden, Amphibische Komponente, U-Boote, Zerstörer/ Fregatten mit ASW (Anti Submarine Warfare), ASuW- (Anti Surface Warfare) und AAW-(Anti Air Warfare)-Kapazitäten, Minenstreitkräfte einschließlich einer nuklearen Komponente usw.

### Seestrategische Position
Seestrategische Positionen sind im Operationsgebiet vorhandene landgestützte Versorgungseinrichtungen, die über eine leistungsfähige und sichere Verbindung zum eigenen Territorium verfügen müssen. Sie müssen gleichzeitig gegen feindliche Luft- und Landoperationen gesichert sein. Ohne diese Positionen ist ein Kampf um Seeherrschaft nicht möglich.

## Anmerkung
Seemächte können im Krieg um Seeherrschaft auf Meeren kämpfen. Im Frieden können Seemächte mit einer ausreichenden maritimen Komponente (Seekriegsmittel), die von maritimen Positionen (Stützpunkte) operieren, politisch Einfluss ausüben. Seestreitkräfte werden zum Beispiel vor den Küsten eines Staates als Ausdruck politischen Wollens eingesetzt und dokumentieren dies mit ihrer Präsenz (zum Beispiel die Deutsche Marine vor den Küsten Libanons im Auftrag der UNO). Eventuelle konträre politische Ansichten können zum Einsatz von Seestreitkräften anderer Staaten führen und damit eine Gegenpräsenz ausüben. Dies führt bei ausreichender Stärke und Durchhaltefähigkeit des Einsatzes zu einer Neutralisierung der ursprünglichen politischen Absicht. Entscheidend ist auch hier die Dauer des Einsatzes, der durch maritime Positionen abgesichert werden muss. Diese Positionen verfügen allerdings über gesicherte Verbindungen zum eigenen Machtbereich, die im Frieden immer gewährleistet sind. Sie können teilweise durch eine leistungsfähige Seeversorgung ersetzt werden. Überlegene Seemacht im Frieden impliziert eine potentielle Seeherrschaft im Krieg.

## Geschichte

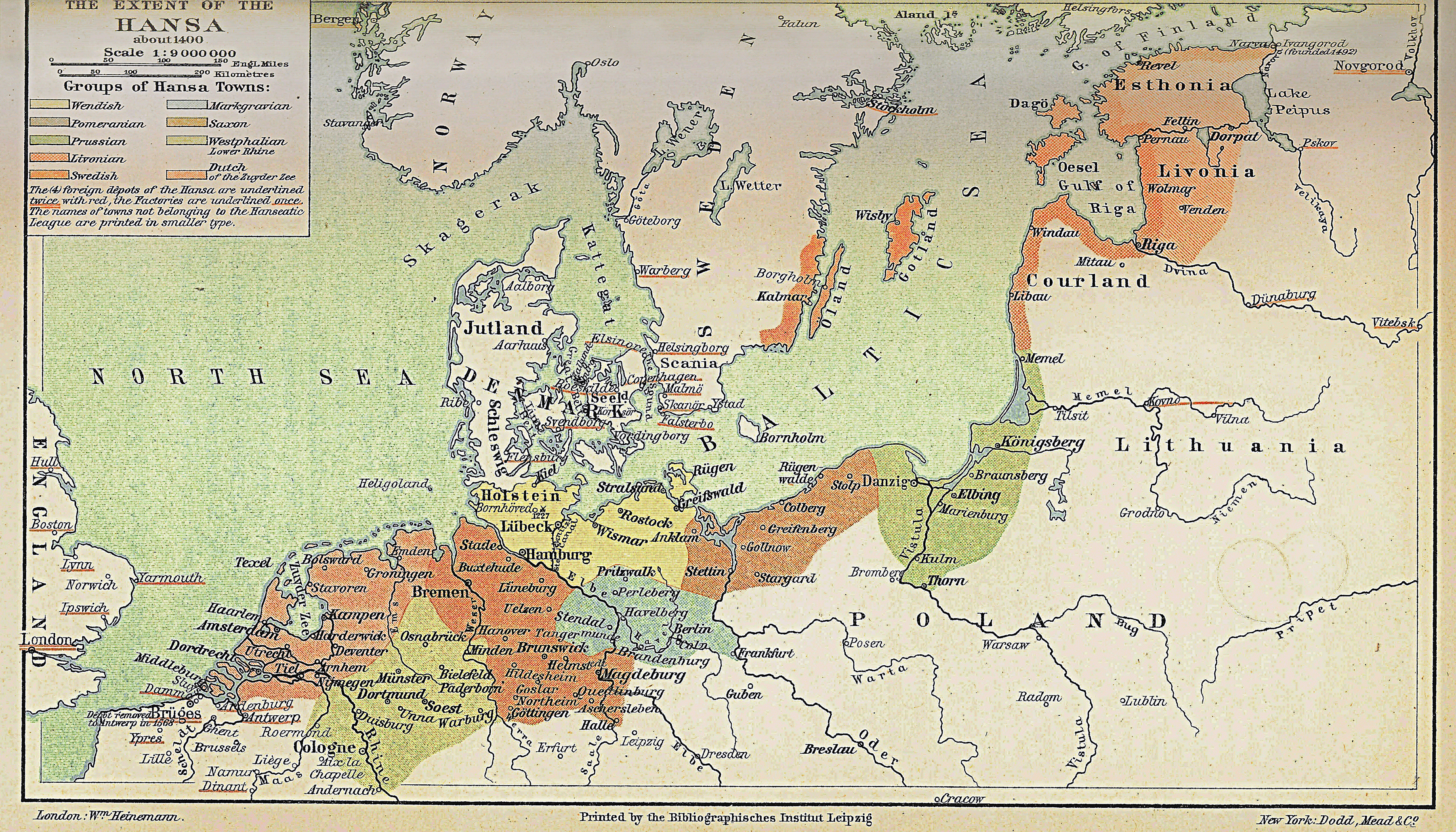
Nordeuropa und die Hansestädte um 1400

Karte der Seerepubliken

Die Beherrschung der See (Seeherrschaft, im Englischen „command of the sea“) spielt seit jeher eine entscheidende Bedeutung im Entstehungsprozess von Völkern und in den Auseinandersetzungen zwischen Völkern. Sie hat damit die Geschichte der Menschheit bis heute wesentlich beeinflusst.
Frühere wichtige Seemächte waren im Abendland unter anderem (grob chronologisch) Persien unter Nutzung phönizischer Schiffe, Athen, Karthago, das Römische Reich, das Byzantinische Reich, die Hanse, die Seerepubliken (Amalfi, Genua, Pisa, Venedig, Ancona und Ragusa), das Osmanische Reich, Portugal, Spanien, die Niederlande, Frankreich, England/Großbritannien, die USA und die frühere Sowjetunion.